# Pahang
Pahang je federální stát Malajsie, sultanát, plochou třetí největší. Hlavním městem je Kuantan.

## Popis
Leží ve východní části Malajského poloostrova, v povodí řeky Pahang. Rozloha státu je 35 964 km². Roku 2007 měl 1,4 miliónu obyvatel, v tom kolem 1 miliónu Malajců, 233 tisíc Číňanů a 68,5 tisíc Indů.
Území státu je do značné míry pokryto džunglí, proto se většina obyvatel soustřeďuje v pobřežních rovinách. Základem hospodářství je zemědělství, soustředěné na produkci kaučuku, tropických dřev, rýže. Významný je i lov ryb a těžba olova.